# Johan Stellingwerff
Johannes (Johan) Stellingwerff (Groningen, 5 december 1924 - Amstelveen, 23 mei 2010) was een Nederlands bibliothecaris en auteur. Hij schreef over kunst, geschiedenis, geloof, filosofie en techniek.

## Jeugd en opleiding
Stellingwerff werd geboren in  de Groningse wijk Helpman als eerste kind (van 9) van Jan Stellingwerff en Wissiena Bügel. Hij was 16 toen de Tweede Wereldoorlog uitbrak en moest een deel van de oorlog onderduiken, waardoor het langer duurde voordat hij het examen middelbare school kon afleggen. In 1946 kon hij op 22-jarige leeftijd toch met zijn studie aan de Technische Hogeschool Delft (de voorloper van de TU Delft) beginnen. Hij studeerde weg- en waterbouw en werd ook secretaris van de SSR-Delft. In 1953 studeerde hij af en werd ingenieur (Ir) in weg- en waterbouw. In 1959 promoveerde hij op het onderwerp Werkelijkheid en grondmotief bij Vincent Willem van Gogh en werd hij Doctor Ingenieur (Dr Ir).

## Loopbaan
Hij werkte vervolgens kort bij Philips in Eindhoven, bij Bouw- en woningtoezicht  van de gemeente Eindhoven, en bij de bibliotheek van de TH Eindhoven.
Zijn interesses waren veel breder dan techniek en hij kon in 1960 bij de Vrije Universiteit beginnen als bibliothecaris. Als zodanig heeft hij de VU-bibliotheek vormgegeven en ook de eerste stappen naar digitalisering gezet middels de supercomputer SARA van het VU-rekencentrum. Tot zijn pensioen heeft hij leiding aan de bibliotheek gegeven. Hij is in 2010 op 85-jarige leeftijd overleden.